# Thymaris rufomaculatus
Thymaris rufomaculatus är en stekelart som beskrevs av Setsuya Momoi 1970. Thymaris rufomaculatus ingår i släktet Thymaris och familjen brokparasitsteklar. Inga underarter finns listade i Catalogue of Life.